# Tova Magnusson
Tova Dorotea Magnusson (Huddinge, 18 juni 1968) is een Zweedse actrice en filmregisseuse.

## Biografie
Magnusson werd geboren in Huddinge en groeide op in Sorunda. Magnusson was al op vroege leeftijd geïnteresseerd in het acteren. Toen zij in een theater werkzaam was als assistent-regisseuse kwam haar kans, een actrice brak haar been en zij nam de rol over. Dit werd opgemerkt door een directeur van een groot theater die haar een baan aanbood, hierna trad zij diverse malen op in lokale theaters.
Magnusson begon in 1992 met acteren in de film Ha ett underbart liv, waarna zij nog meerdere rollen speelde in films en televisieseries.
Magnusson was van 1992 tot en met 2004 getrouwd met de Zweedse acteur Figge Norling met wie zij twee kinderen heeft.

## Filmografie

### Films
Uitgezonderd korte films.
- 2021 Apstjärnan - als fietsenkoopster
- 2020 Orca - als Sofie
- 2017 Gordon & Paddy - als konijnmoeder (stem)
- 2014 Min så kallade pappa - als Barnmorska BVC
- 2010 Fyra år till - als Fia
- 2010 En busslast kärlek - als Petra
- 2009 Flickan - als Anna
- 2006 Den som viskar - als Linda
- 2006 Keillers park - als Blom
- 2004 Fröken Sverige - als sociaal werkster
- 2003 Norrmalmstorg - als Barbro
- 2001 Puder - als regisseuse
- 1999 Faust i Piteå - als Lollo
- 1999 Dödsklockan - als Eva Westling
- 1996 Att stjäla en tjuv - als Susanna
- 1994 Polismördaren - als Kia
- 1993 Mannen på balkongen - als Putte Beck
- 1993 Polis polis potatismos - als Putte Beck
- 1993 Roseanna - als Putte Beck
- 1993 Brandbilen som försvann - als Putte Beck
- 1992 Svart Lucia - als Mikaela Holm
- 1992 Ha ett underbart liv - als Jenny

### Televisieseries
Uitgezonderd eenmalige gastrollen.
- 2018-2019 The Restaurant - als Britt Gahn - 15 afl.
- 2018 Greyzone - als Eva Forsberg - 10 afl.
- 2017 Saknad - als Kia Andersson - 4 afl.
- 2014 Tjockare än vatten - als Rakel Ohlson - 3 afl.
- 2013 The Bridge - als Viktoria Nordengren - 6 afl.
- 2002 Rederiet - als Veronika - 3 afl.
- 2001 Anderssons älskarinna - als Sofie - 5 afl.
- 1995 Radioskugga - als Jenny - 2 afl.
- 1995 Den täta elden - als Petra - 2 afl.

### Filmregisseuse
- 2022 Försvunna människor - televisieserie - 6 afl.
- 2016 Det mest förbjudna - televisieserie - 3 afl.
- 2012-2013 Solsidan - televisieserie - 5 afl.
- 2012 Arne Dahl: De största vatten - miniserie
- 2010 Fyra år till - film
- 2010 Sture & Kerstin Forever - film
- 2007 Gynekologen i Askim - miniserie
- 2004 Fröken Sverige - film
- 2002 Rederiet - televisieserie - 3 afl.

- Gemeinsame Normdatei: 139723676
- International Standard Name Identifier: 0000 0001 1648 2401
- Library of Congress Control Number: no2011047993
- LIBRIS: 301226
- Système universitaire de documentation: 184530512
- Virtual International Authority File: 56594717
- WorldCat: E39PBJf8vQFyXXDv4w8w3mCqQq